# Diplodus
Diplodus – rodzaj morskich ryb z rodziny prażmowatych. Ryby zaliczane do tego rodzaju wyróżnia obecność tnących siekaczy umożliwiających odgryzanie części roślin.

## Klasyfikacja
Gatunki zaliczane do tego rodzaju:

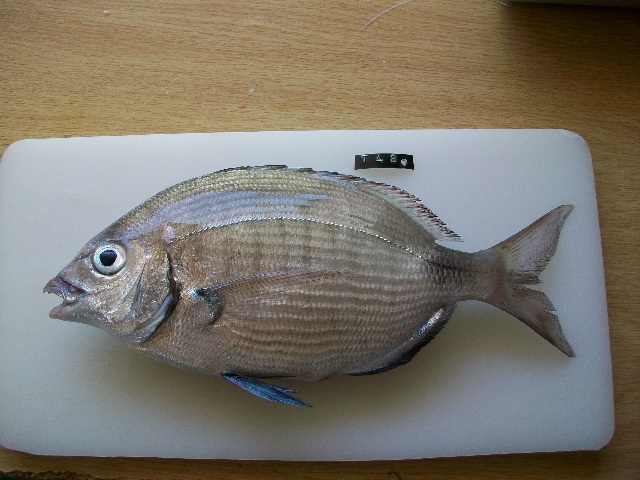
Diplodus annularis – prażma
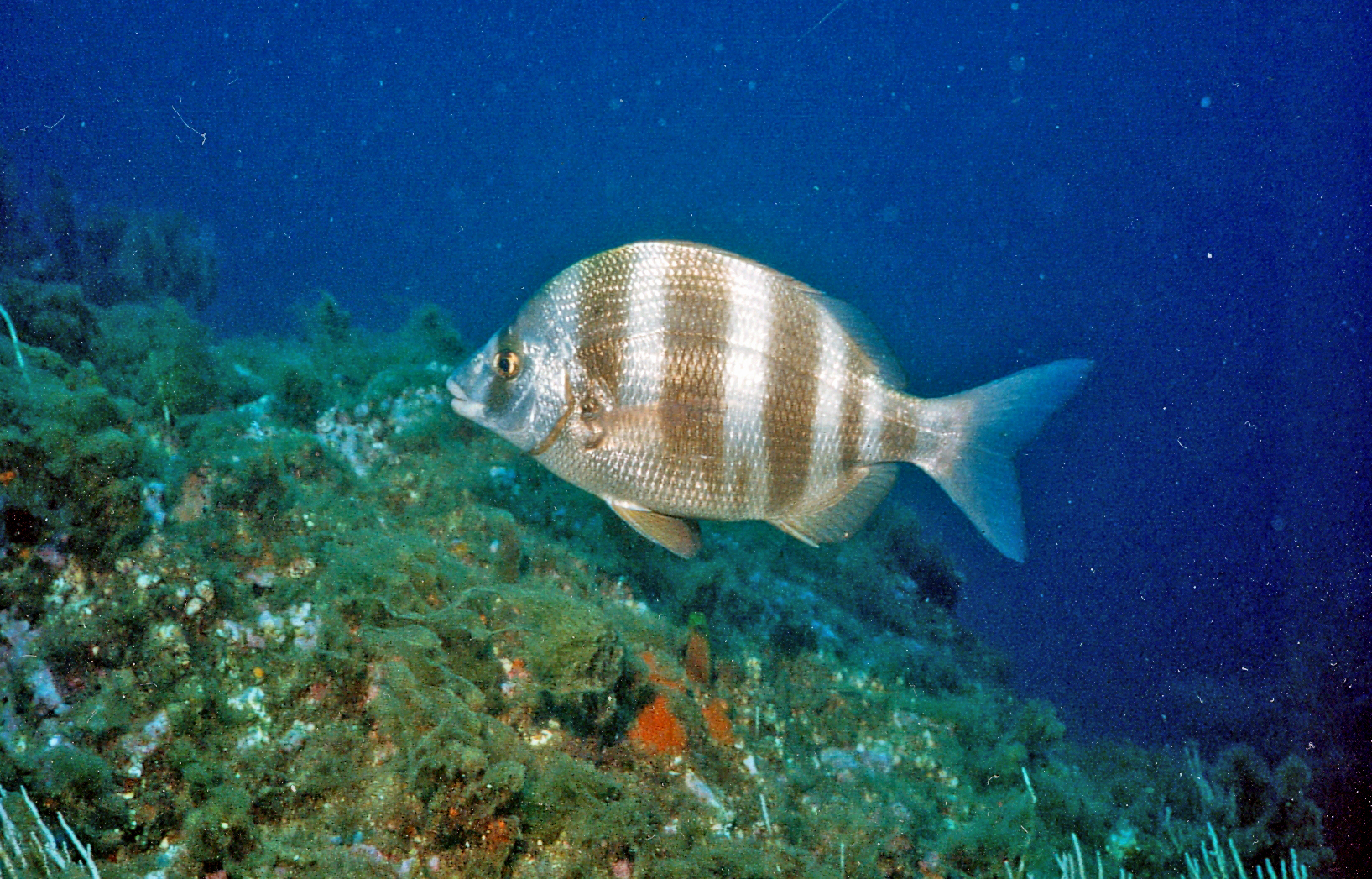
Diplodus argenteus – prażma srebrzysta
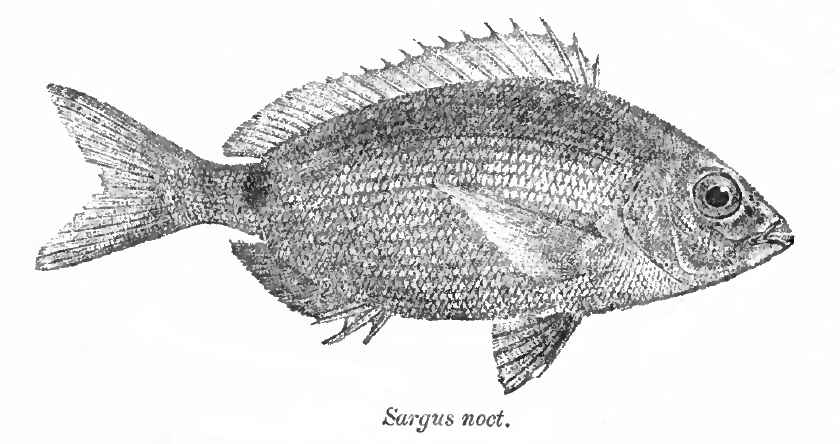
Diplodus bellottii
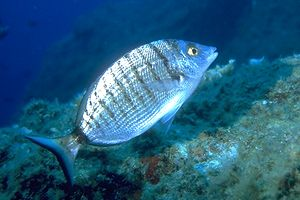
Diplodus bermudensis
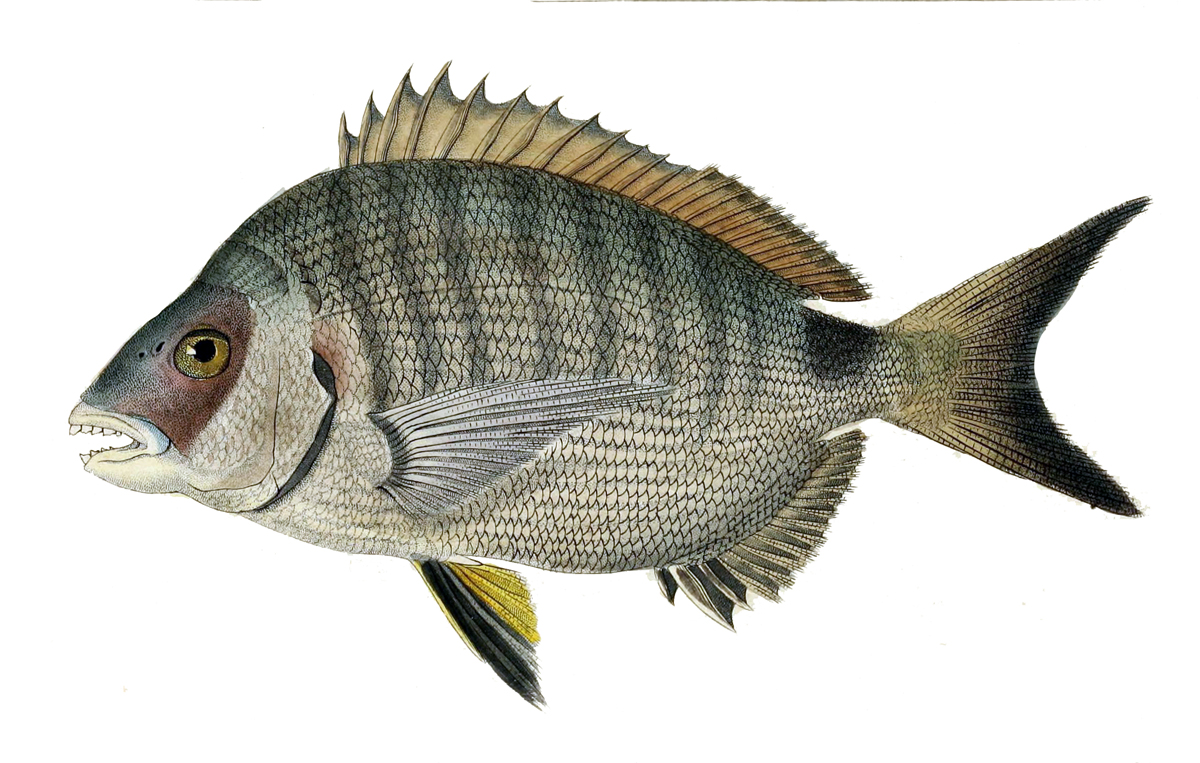
Diplodus capensis
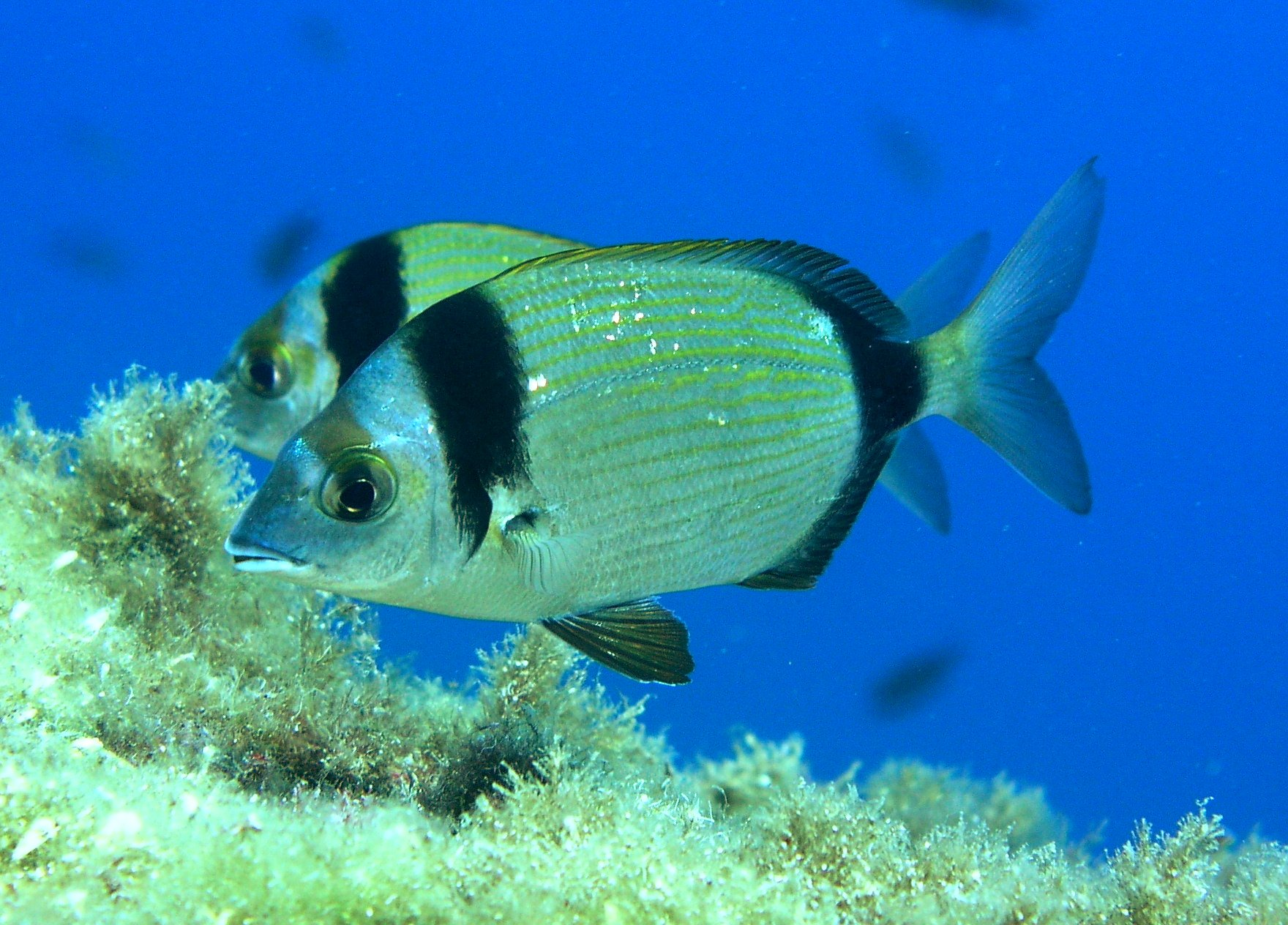
Diplodus cervinus – zebryl[potrzebny przypis]
- Diplodus fasciatus
- Diplodus holbrookii – sargus florydzki[potrzebny przypis]
- Diplodus hottentotus
- Diplodus noct
- Diplodus omanensis
- Diplodus prayensis
- Diplodus puntazzo – dubiel[5]
- Diplodus sargus – sargus[3]
- Diplodus striatus
- Diplodus vulgaris – amarel[6]

- Diplodus capensis
- Diplodus cervinus
- Diplodus noct
- Diplodus puntazzo
- Diplodus sargus
- Diplodus vulgaris